# John Talbot (ammiraglio)
John Talbot (Malahide, 1769 – Lyme Regis, 7 luglio 1851) è stato un ammiraglio inglese della Marina militare britannica in servizio durante il periodo delle guerre rivoluzionarie francesi e napoleoniche.
Prese parte con successo ad alcune importanti battaglie navali. Successivamente, durante la guerra anglo-americana, Talbot venne impiegato per bloccare la costa del Connecticut.
Tra le azioni navali più famose di Talbot si ricordano la cattura della fregata francese Ville de Milan nel 1805 mentre era al comando del HMS Leander e la cattura del vascello Rivoli, durante il viaggio inaugurale sul mare Adriatico, durante la battaglia di Grado, durante la quale venne ferito gravemente e successivamente premiato con una medaglia d'oro per il suo successo.

## Biografia
Figlio di Richard e Margaret Talbot, nacque circa nel 1769 a Malahide vicino a Dublino. Sua madre divenne baronessa nel 1831, titolo che passò ai suoi fratelli più grandi (prima a Richard e poi a James). Un fratello più giovane, Thomas Talbot, fu un politico canadese all'inizio del XIX secolo.
Talbot entrò in marina nel 1784, imbarcandosi sulla HMS Boreas di Horatio Nelson nelle Indie occidentali. Negli anni seguenti fu sui vascelli HMS Barfleur e HMS Victory a Portsmouth; fu promosso tenente nel 1790 mentre era a bordo del HMS Triton. Allo scoppio delle guerre rivoluzionarie francesi nel 1793, Talbot venne attaccato sulla HMS Windsor Castle comandata da Samuel Hood nel mar Mediterraneo. Nei due anni successivi fu in servizio fra la HMS Alcide e HMS Astraea, a bordo della quale prese parte alla cattura della fregata Gloire nell'aprile 1796, che successivamente condusse fino in Gran Bretagna, dove fu promosso comandante assumendo il comando dello sloop HMS Helena.

## Carriera di comandante

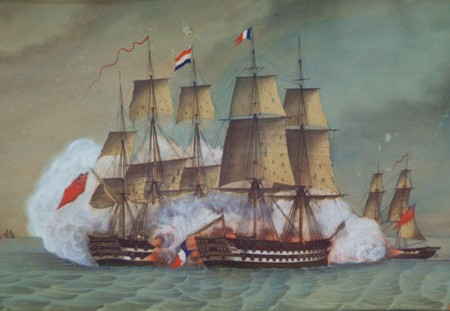
Battaglia di Grado del 1812

Nell'agosto 1796 Talbot venne promosso a post-captain della HMS Eurydice dove rimase per quattro anni nelle Indie occidentali e nel Canale della Manica. In questo periodo, catturò diverse navi mercantili nemiche. L'Eurydice fu nei pressi delle isole Saint-Marcouf in occasione dell'omonima battaglia del 1798, ma la mancanza di vento le impedì di prendere parte attivamente allo scontro con le navi francesi. Nel 1801 Talbot fu trasferito alla HMS Glenmore in Irlanda.
Alla ripresa del conflitto in seguito alla pace di Amiens nel 1804, Talbot prese il comando della HMS Leander nella stazione di Halifax. Nel febbraio 1805 il Leander si imbatté nella fregata francese Ville de Milan e in quella britannica HMS Cleopatra, che era stata catturata dai francesi il giorno precedente: entrambe le navi erano seriamente danneggiate e procedevano lentamente, cosicché il Leander riuscì a catturarle senza combattere. Per tale successo, Talbot venne spostato al comando della HMS Centaur e poi alla HMS Thunderer, con cui partecipò all'Operazione Dardanelli sotto John Thomas Duckworth.
Nel 1809, Talbot prese il comando della HMS Victorious, su cui rimase fino alla fine della propria carriera. Nel febbraio 1812, la Victorious fu inviata nel mar Adriatico al fine di intercettare la nave francese Rivoli, da poco costruita a Venezia. Talbot intercettò la nave francese, scortata da alcune navi più piccole, durante il viaggio inaugurale del 22 febbraio 1812 e immediatamente iniziò la battaglia nei pressi di Grado. Il duello, che durò cinque ore, causò pesanti perdite in entrambe le navi; inoltre Talbot venne gravemente ferito alla testa da una grossa scheggia. La Rivoli si arrese quando la metà dei suoi 400 uomini d'equipaggio era morto o ferito. Entrambe le navi tornarono in Gran Bretagna, dove furono riparate; la Rivoli venne ingaggiata dalla Royal Navy.

### Guerra anglo-americana
Guarito dalle ferite, Talbot venne insignito di una medaglia d'oro e nel novembre 1812 ritornò con il Victorious riparato nelle Indie occidentali e sulla costa orientale degli Stati Uniti durante i primi mesi della guerra anglo-americana. Nei due anni successivi, navigò al largo di New London, nel Connecticut, bloccando il porto e prevenendone l'uso da parte delle navi americane. Nell'estate del 1814, il Victorious venne inviato per proteggere i cacciatori di balene dello stretto di Davis nell'Artide dall'attacco dei corsari americani. Durante tale servizio, il Victorious venne perforato da uno scoglio e dovette far ritorno in Gran Bretagna. Al termine delle guerre napoleoniche, il Victorious venne dismesso.

## Ritiro
Talbot non prese più parte attivamente alla Marina, né in mare né a terra. Si ritirò nella sua proprietà di Rhode Hill, vicino a Lyme Regis nel Dorset, e sposò Maria Julia Everard, figlia di Lord Arundell, con cui ebbe sette figli, di cui cinque femmine e due maschi: Reginald Talbot (1826–1906); Very Revd Canon Nugent Talbot (1830–1878). 
Nel 1815 venne insignito quale cavaliere commendatore dell'Ordine del Bagno e nel 1819 fu promosso a retroammiraglio. Per i successivi trent'anni, Talbot visse come un gentiluomo di campagna, avanzando costantemente di grado, fino a essere nominato ammiraglio a pieno titolo e cavaliere di gran croce dell'Ordine del Bagno nel 1841. Morì nel 1851.